# 양감초등학교
양감초등학교는 대한민국 경기도 화성시 양감면 신왕리에 있는 초등학교이다.

## 학교 연혁
- 1933년 1월 19일 : 양감공립보통학교 설립인가
- 1933년 3월 25일 : 제1회 졸업
- 1938년 4월 1일 : 양감공립심상소학교로 개칭
- 1941년 4월 1일 : 양감공립국민학교로 개칭
- 1945년 9월 24일 : 초대 안성진 교장 취임
- 1946년 4월 1일 : 사창분교장 개교
- 1949년 9월 1일 : 사창국민학교 본교 승격
- 1950년 6월 1일 : 양감국민학교로 개칭
- 1981년 3월 10일 : 병설유치원 개원
- 1996년 3월 1일 : 양감초등학교로 개칭
- 2014년 9월 1일 : 백경심 교장 취임
- 2015년 2월 12일 : 양감초등학교 83회 졸업(3,642명)
- 2015년 3월 1일 : 유치원 1학급,초등학교 6학급 편성
- 2016년 2월 12일 : 양감초등학교 84회 졸업(3,650명)
- 2016년 3월 1일 : 유치원 1학급,초등학교 6학급 편성
- 2016년 9월 1일 : 최옥규 교장 취임

## 참고 자료
- 양감초등학교 - 한국교육학술정보원 학교알리미